# Callionymidae
Pour les articles homonymes, voir Dragonnet.
Famille
Les Callionymidae (Callionymidés ou dragonnets en français) sont une famille de poissons de l’ordre des Callionymiformes. Le poisson-mandarin est le poisson le plus populaire des Callionymidae, notamment en aquariophilie.

## Liste des genres
Selon World Register of Marine Species (29 janvier 2024) :
- Anaora Gray, 1835
- Bathycallionymus Nakabo, 1982
- Callionymus Linnaeus, 1758
- Calliurichthys Jordan & Fowler, 1903
- Chalinops Smith, 1963
- Dactylopus Gill, 1859
- Diplogrammus Gill, 1865
- Draculo Snyder, 1911
- Eleutherochir Bleeker, 1879
- Eocallionymus Nakabo, 1982
- Foetorepus Whitley, 1931
- Minysynchiropus Nakabo, 1982
- Neosynchiropus Nalbant, 1979
- Paracallionymus Barnard, 1927
- Protogrammus Fricke, 1985
- Pseudocalliurichthys Nakabo, 1982
- Repomucenus Whitley, 1931
- Spinicapitichthys Fricke, 1980
- Synchiropus Gill, 1859
- Tonlesapia Motomura & Mukai, 2006

## Galerie

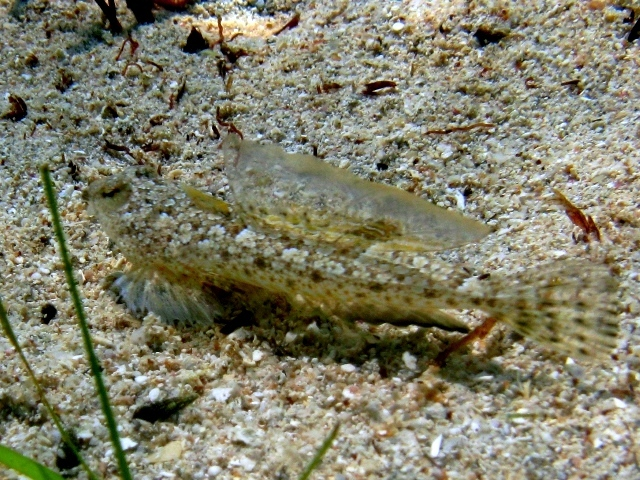
Callionymus risso
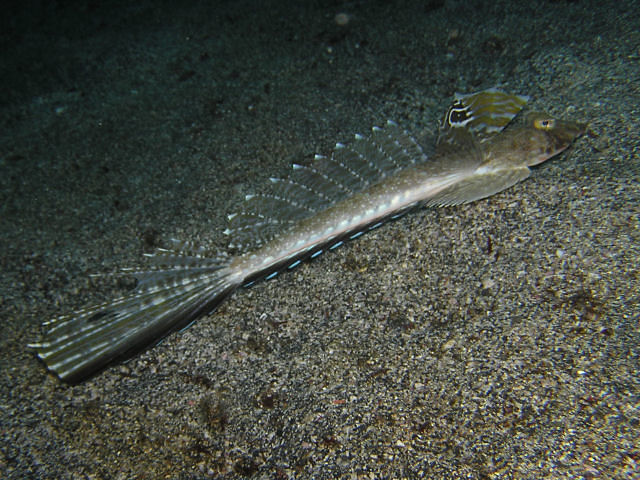
Calliurichthys japonicus
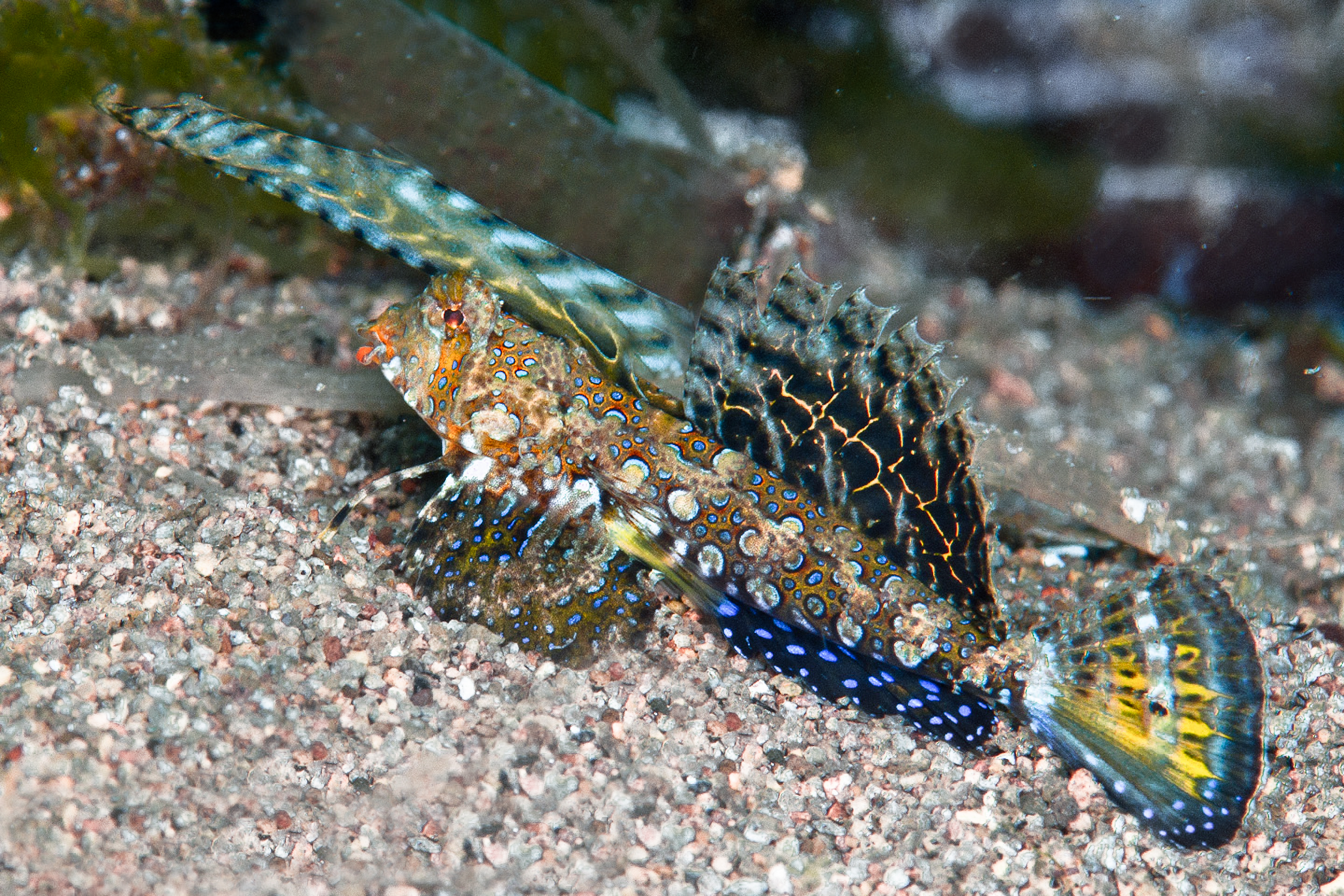
Dactylopus kuiteri
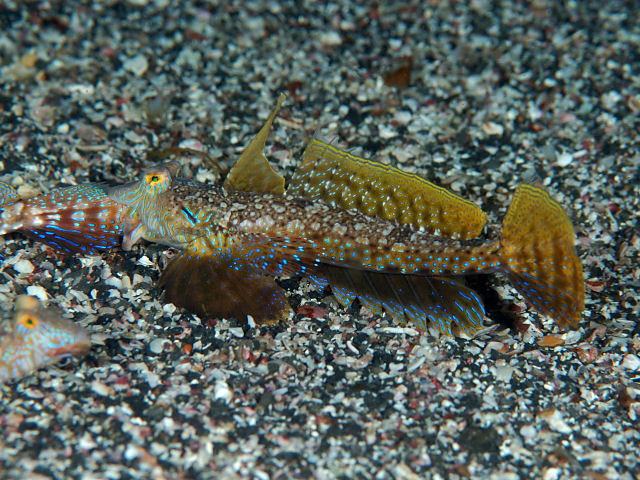
Diplogrammus xenicus
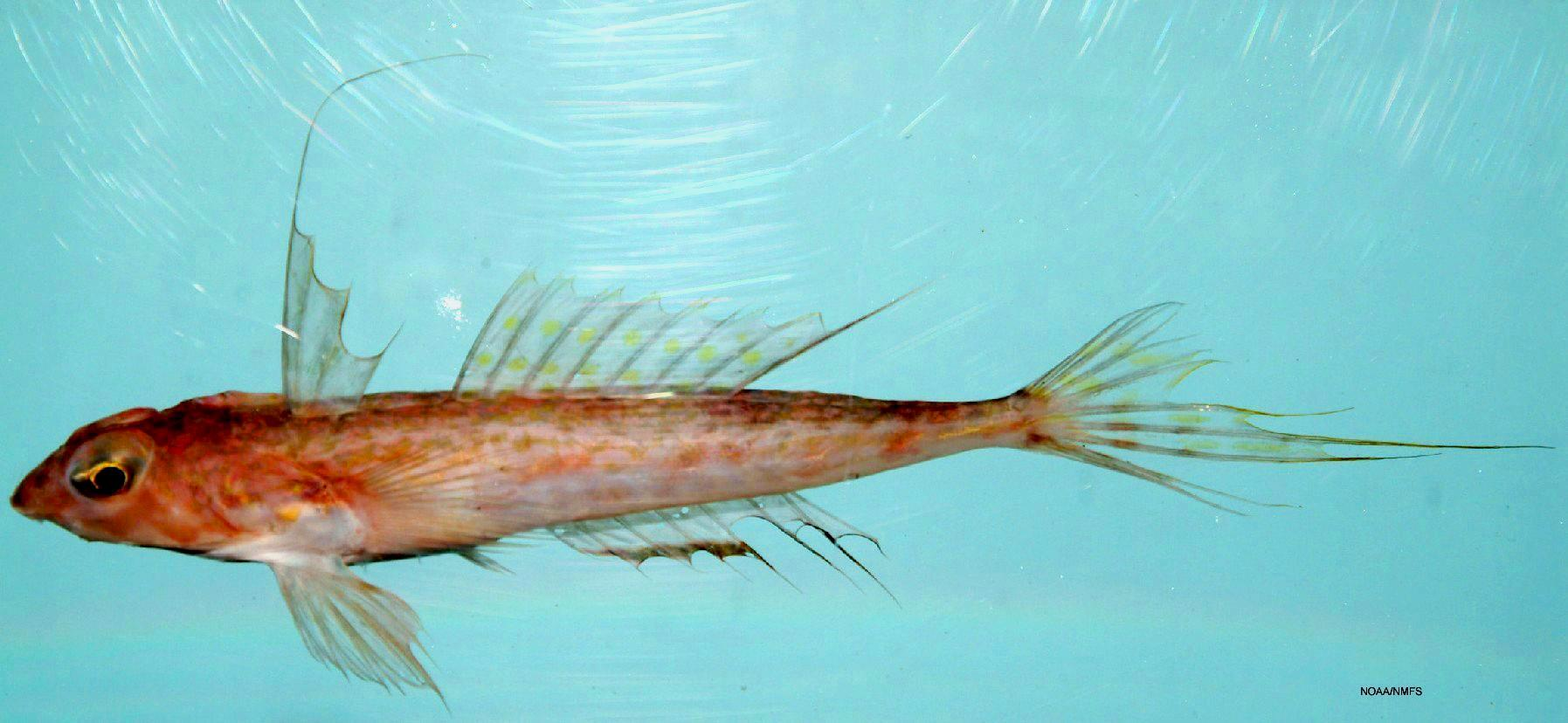
Foetorepus agassizii
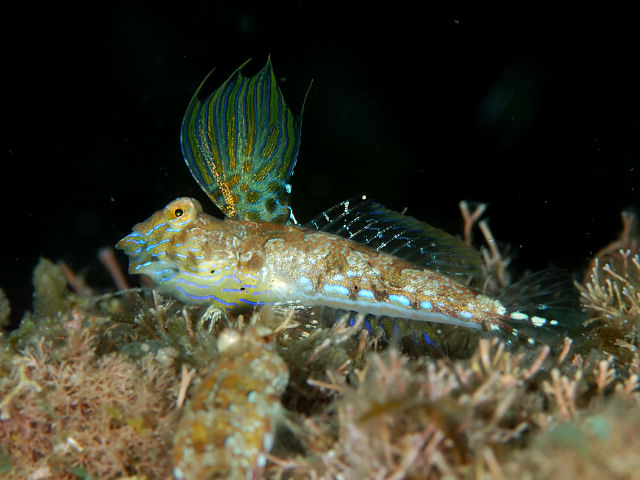
Minysynchiropus kiyoae
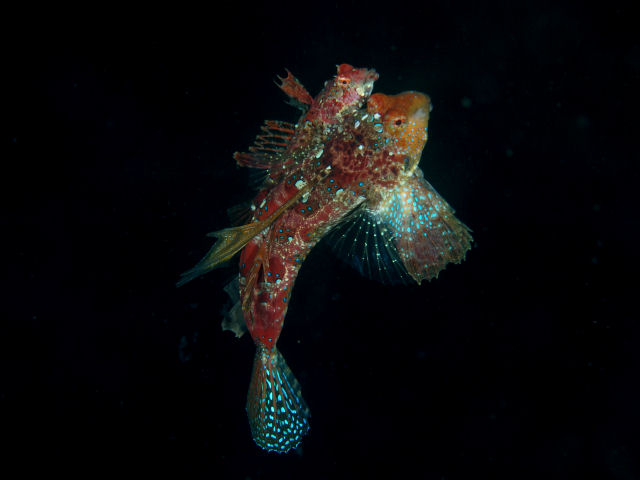
Neosynchiropus ijimae
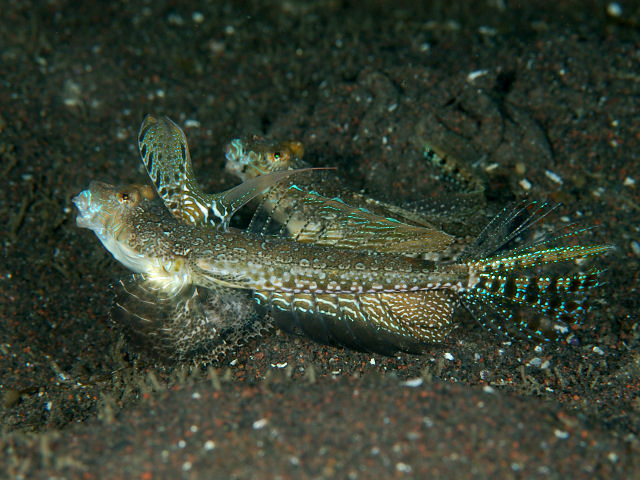
Paradiplogrammus enneactis
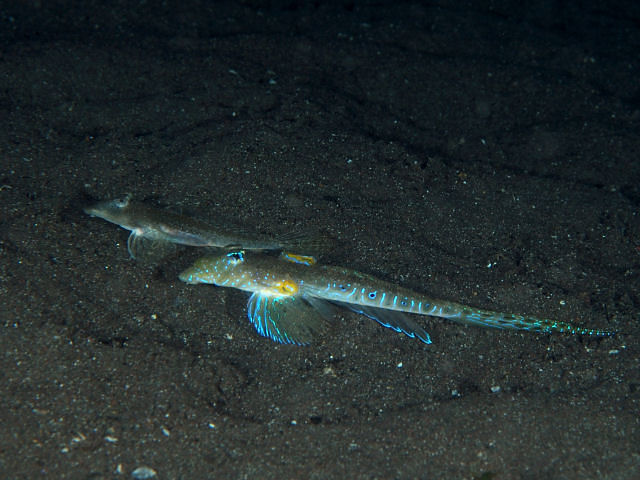
Pseudocalliurichthys variegatus
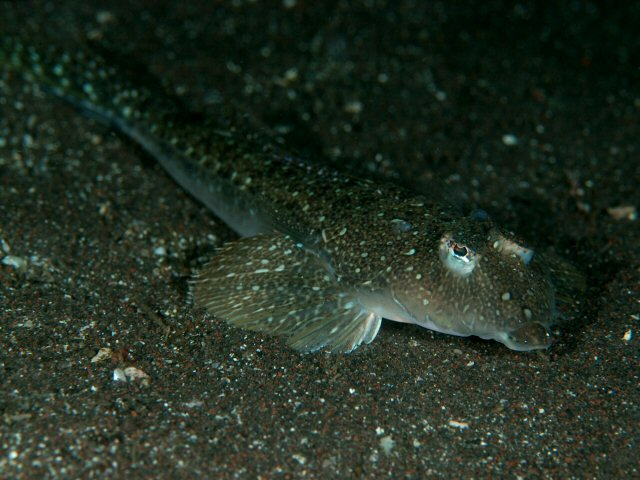
Repomucenus huguenini
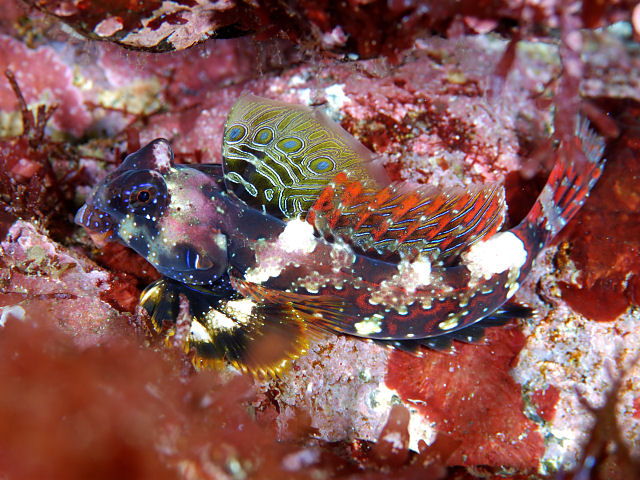
Synchiropus ocellatus

## Classification
Le nom valide complet (avec auteur) de ce taxon est Callionymidae Bonaparte, 1831.